# Migration du testicule
La migration testiculaire est le phénomène de lente descente des testicules, de l'abdomen où le testicule apparaît, jusque dans le scrotum où après la naissance, il pourra achever de se développer à une température de 34 à 36 °C. Ce phénomène est entamé in utero dès la 20e semaine de grossesse. 
Il est nécessaire au bon fonctionnement des testicules et donc à la reproduction.
Il arrive que la descente soit incomplète (pour un ou deux testicules), au moment de la naissance (on parle alors de cryptorchidie ; c'est une malformation qui doit être corrigée par une opération chirurgicale avant l'âge de 5 ans, et si possible avant 2 ans pour que le sujet ne soit pas exposé à une stérilité ou une fertilité diminuée)

## Les étapes de la descente testiculaire
Au cours de l'embryogenèse, le testicule se forme précocement, dans la région lombaire de l'abdomen (comme les ovaires chez la fille), et il devra (avec le canal déférent) descendre dans le scrotum, ce qui lui demande de traverser le péritoine (sac qui contient les organes de l'abdomen). 

La descente s'effectue en trois étapes : 
1. phase initiale de descente intra-abdominale, dans le cœlome intra-embryonnaire (ou canal péritonéovaginal ou CPV) ; ceci se produit avant la 20e semaine de grossesse ;
2. phase secondaire de descente dans le canal inguinal (de la 20e semaine à la 30e semaine) ;
3. phase tertiaire de descente et fixation dans le scrotum, à partir de la 30e semaine (7e mois de la grossesse). Le canal se réduit ensuite spontanément pour former ce qui deviendra le ligament de Cloquet (chez la fille, le canal analogue est le canal de Nuck, qui s'oblitère également).

## Mécanismes physiologiques
On ignore encore ce qui induit et guide précisément cette migration, mais elle semble dépendre de plusieurs facteurs hormonaux et liés à l'embryogenèse, qui varient dans le temps. 
- 1re phase : le testicule se déplace sous la pression du liquide cœlomique et poussé par la croissance des organes adjacents, probablement sous le contrôle d'une hormone anti-mullérienne (FSH, œstrogènes).
- 2e étape : le testicule, qui commence à produire de la testostérone, qui va contrôler le processus de "masculinisation" de l'embryon, est lentement mécaniquement tiré vers le bas par le gubernaculum testis, ligament embryonnaire liant le testicule au futur fond scrotal qui n'est qu'esquissé à ce stade). La testostérone jouerait là aussi un rôle majeur dans le contrôle de cette traction.
- 3e étape : le gubernaculum testis achève de tirer et positionner le testicule dans le scrotum, probablement sous l'influence majeure de la testostérone, et secondairement d'autres hormones (FSH et œstrogènes).

## Malformations.
Le testicule peut à la naissance encore être bloqué dans l'abdomen, soit sur son trajet normal, soit à proximité (il s'agit alors d'une « ectopie » testiculaire). 
En cas de dysfonctionnement de la descente testiculaire, plusieurs séquelles peuvent subsister :
- hernie inguinale ; La partie proximale du CPV reste ouverte permettant l'extériorisation d'une anse intestinale.
- Hernie inguino-scrotale ; Le CPV ne s'est pas refermé, permettant au contenu herniaire de descendre jusque dans la bourse, autour du testicule.
- Hydrocèle testiculaire (accumulation de liquide dans la cavité vaginale qui englobe le testicule, à la suite d'un défaut de fermeture de la partie distale du CPV. Elle est fréquemment communicante (c'est-à-dire qu'elle reste en communication avec la cavité péritonéale)
- Le kyste du cordon
- Torsion du pédoncule spermatique ; Elle doit être rapidement traitée (urgence chirurgicale éventuelle), sous peine de nécrose et mort du testicule.
- Si le testicule ne descend pas seul et que les deux testicules sont dans ce cas (cryptorchidie), et si le sujet n'est pas opéré, il sera stérile.
1 enfant sur 25 présente ce problème à la naissance et chez 28 % des enfants opérés d'une ectopie, l'organisme présente des anticorps anti-spermatozoïdes (phénomène également constaté chez 4 % de la population des pays où ce phénomène a été étudié)[2].

Dans tous les cas de testicule non-descendu, le sujet présentera un risque augmenté de cancer du testicule, probablement pour des raisons hormonales, et de moindre fertilité (pas nécessairement à cause du blocage lui-même, mais plus probablement à cause d'une exposition du fœtus à un (ou plusieurs) perturbateur endocrinien et/ou à cause du fait que le testicule n'a pas produit la testostérone qu'il aurait dû normalement produire.

## Histoire évolutive
Différentes hypothèses ont été proposées pour expliquer l'origine évolutive de la descente et l'externalisation des testicules chez la majorité des mammifères. L'hypothèse du refroidissement (la température des testicules qui permet une spermatogenèse optimale est de 2 à 4 °C inférieure à la température du corps) a été réfutée par Adolf Portmann,. L’hypothèse de l’étalage de Portmann (signal sexuel du mâle indiquant clairement son « pôle reproducteur ») est également réfutée mais elle peut expliquer, comme celle du refroidissement, pourquoi ce trait biologique s'est maintenu au cours de l'évolution dans certaines lignées. L'hypothèse de Portmann a été réinterprétée par Short qui considère que la descente testiculaire est un processus évolutif qui permet de maintenir le taux de mutation dans la lignée germinale mâle à un niveau acceptable, et par Bedford qui suppose qu'elle refroidit non pas les testicules mais les épididymes. Scott Freeman émet également une hypothèse fragile[réf. souhaitée], celle de l'entraînement selon laquelle la mauvaise circulation sanguine dans le scrotum maintiendrait les testicules dans un environnement insuffisamment oxygéné, ce qui endurcirait les spermatozoïdes. Cette descente pourrait s'expliquer par la théorie du handicap : les testicules placés dans une position aussi vulnérable à l’extérieur du corps (traumatismes, attaques de prédateurs) attireraient les femelles qui sélectionnent les mâles exprimant une plus grande vigueur et aptitude à survivre malgré ce handicap. L'hypothèse du galop de Frey (1991) et de Chance (1996) est basée sur le fait que des pressions intra-abdominales sont néfastes pour la spermatogenèse chez les mammifères qui ont un mode de locomotion terrestre rapide. Les mammifères aux testicules intra-abdomniaux internes (Afrothériens, mammifères marins) ont une locomotion qui ne génère pas ces pressions. Enfin, la descente testiculaire serait un exemple de compromis évolutif entre la vulnérabilité du scrotum et les avantages de leur externalisation. Basée sur l'observation que les testicules externes ont tendance à être plus grands par rapport à la taille du corps, en comparaison avec les testicules internes, l'hypothèse la plus récente relative à la grande diversité des positions testiculaires chez les mammifères postule qu'elle résulterait d'un compromis évolutif entre la production de sperme et le stockage de sperme,.